# Havoc (musiker)
 For alternative betydninger, se Havoc. (Se også artikler, som begynder med Havoc)
Kejuan Muchita (født 21. maj 1974 i Long Island City, Queens i New York i USA) bedre kendt under kunstnernavnet Havoc er en amerikansk rapper og producer. Han udgør sammen med rapperen Prodigy hiphop-duoen Mobb Deep. Han har også lavet musik for The Game, Nas, LL Cool J, Notorious B.I.G., G-Unit, Lil' Kim, Jadakiss, Jimmy Mserembo, Per Vers og Method Man. Hans soloplade The Kush blev udgivet den 28. september. Havoc tillhører nu G-Unit Records.
Han er også en spilbar figur i kampspillet Def Jam: Fight for NY fra 2004 til Xbox og PlayStation 2.